# のーぱんつ!!
『のーぱんつ!! -NO PANTS!!-』は、Molamola.software（ホビボックス販売）より2010年8月27日に発売された日本の18禁アドベンチャーゲーム。同ブランドのデビュー作である。

## ストーリー
日本最大の湖に面した地方都市・浜長市に存在する、創立10年の私立湖城学園。同学園の執行部会長・伊佐木千渟と庶務係・柊誠悟は顔を合わせる度に口喧嘩が絶えなかったが、ある日の口論はいつに無くエスカレート。業を煮やした千渟は、執行部会長の権限で「執行部役員は全員、下着の着用を一切禁止する」というとんでもない校則を発令してしまう。
千渟は誠悟に対する意地から他の役員の抗議にも耳を貸そうとせず、誠悟は他の役員に対して新校則を撤回させるべく千渟を説得することを約束させられてしまう。

## 登場人物
声優は配役のあるキャラクターのみ記載。なお、各キャラクターの名前は魚の名前から採られている。

### 湖城学園執行部
柊 誠悟（ひいらぎ せいご）
主人公。2年生・執行部庶務係。身長174cm。基本的に面倒臭がりで、周囲に波風を立てず平穏無事な学園生活を送ろうと心がけていたが執行部会長の千渟とは些細なことで口論が絶えず、遂には千渟を逆上させ「執行部役員の下着着用厳禁」と言うトンデモ校則を発令させてしまい、後始末に追われる。
伊佐木 千渟（いさき ちぬ）
声：さくらはづき
3年生・執行部会長。5月5日生まれで血液型はB型。身長162cm、スリーサイズはB83 / W55 / H82。
容姿端麗、学業・スポーツ共に優秀で人当たりも良く、三拍子揃った美少女として学園随一の人気を誇るが特定の相手とは付き合っていない。その完璧ぶりを誠悟に冷やかされることがとにかく気に触り、何か言われる度に口論を繰り返していたが遂には会長権限を行使して新校則「執行部役員の下着着用厳禁」を発令するに至ってしまう。当然ながら、他の役員からは新校則の撤回を要求されているが意固地になりやすい性格が災いし、頑として撤回に応じる気配が無い。
早良 波音（さわら はね）
声：西野みく
2年生・テニス部員。10月8日生まれのA型。身長158cm、スリーサイズはB82 / W56 / H84。
誠悟とは家が近所同士の幼馴染みで、一時期は疎遠になっていたが湖城学園への入学後に再び交友関係が復活したものの恋愛関係には発展していない。それでも、誠悟と千渟が付き合っているのではないかとの噂に居ても立ってもいられなくなり、新校則の発令後に自ら執行部役員を志願する。
梶木 藍子（かじき あいこ）
声：黒岩心々
3年生・執行部副会長。5月21日生まれのA型。身長160cm、スリーサイズはB87 / W58 / H87。
穏やかな性格で男女を問わず人気が有り、会長の千渟と学園内の人気を二分している。普段は誠悟と千渟の仲裁役を買って出ることが多いが、千渟が逆上の余り発令した新校則に対しては他の役員のように反抗するでもなく、素直に従っている。寝起きが非常に弱く、目が覚めたばかりの時はおかしな行動に出ることが多い。
此代 さより（このしろ さより）
声：咲ゆたか
2年生・執行部書記。11月7日生まれのO型。身長145cm、スリーサイズはB82 / W54 / H83。
学年トップの優秀な成績で次期執行部会長の有力候補と噂されており、誠悟のチャラチャラした態度に日頃から冷ややかな視線を浴びせており、新校則に対する執行部内の最強硬反対派として騒動の発端となった一方の当事者でもある誠悟を問い詰めて千渟を説得するよう約束させる。身長が伸びないことに強いコンプレックスを抱いており、そのことを指摘されると烈火の如く怒り出す。
追河 鮎（おいかわ あゆ）
声：奥山歩
2年生・執行部会計。12月20日生まれのA型。身長156cm、スリーサイズはB82 / W57 / H85。
誠悟に片想いしているが、引っ込み思案な性格のため告白には至っていないことに加えて親友のさよりからはあんなチャラチャラした男のどこがいいのかと不思議がられている。新校則にはさよりと対照的に表立った反対は表明していないが、パンツを脱ぐのは恥ずかしいので校則違反は仕方が無いと言う態度を取っている。

### その他の人物
琴引 諸子（ことひき もろこ）
声：みすみ
新聞部長。身長157cm、スリーサイズはB84 / W57 / H86。予算配分をめぐって執行部と対立しており、パパラッチ紛いの強引な取材活動を厭わず部の活動強化に勤しんでおり、執行部に一矢報いるべく誠悟と千渟のキス写真をスクープする。
黒目 仁奈（くろめ にな）
声：七草つくし
教育実習生。身長154cm、スリーサイズはB85 / W58 / H88。誠悟と波音は近所に住んでいる幼馴染みで、執行部の部長代理を一時的に引き受けた。周囲に甚大な被害をもたらす天性のドジっ娘。
柊 やまめ（ひいらぎ やまめ
声：未空
誠悟の妹。1年生。身長152cm、スリーサイズはB82 / W54 / H84。ゴシップの収集に長けており、学園内の様々な噂について兄に情報提供する。
梶木 比女（かじき ひめ）
声：水簾
藍子の妹。身長156cm、スリーサイズはB83 / W52 / H82。過去に起きたある事件のせいで姉妹の仲は良くない。

## スタッフ
- 企画：Molamola.software
- シナリオ：みさきつとむ、永瀨晶
- 原画：bomi
- 音楽：Pianos DauGe

## 主題歌
「No,No,No!」
作詞・歌：Rita / 作曲・編曲：Blueberry&Yogurt

## ぷれぜんとぱんつ!
『着せ替えパンツゲーム ぷれぜんとぱんつ!』は、2010年5月21日にオープンした公式サイト内の「スペシャル」で同年7月2日に公開された、Adobe Flashを用いたスピンオフのミニゲームである。
執行部室で雑用をこなしながらパンをもらい、3時間毎に入れ替わるヒロインと会話をしたり指示をこなしたりしながら親密度を上げて行き、獲得したパンをパンツと交換してヒロインに穿いてもらうのが目的。パンツはヒロイン5名につき各6枚が用意されており、ヒロインとの親密度を上げて行くと次第に新しいミニゲームが解禁される。
ゲームの進行状況はサーバに記録されており、プレイヤーがブラウザを起動して公式サイトにアクセスした時点で自動的に直近の中断時点でのデータが読み出される。